# Regió Autònoma d'Eritrea
La regió autònoma d'Eritrea fou una entitat administrativa d'Etiòpia que va existir entre 1987 i 1991.
La constitució d'Etiòpia de 1987 establia la possibilitat d'autonomies regionals. La principal que es va crear fou la regió autònoma d'Eritrea que tenia una considerable autonomia molt per damunt de les altres quatre. El National Shengo va aprovar el seu establiment en la sessió inaugural i va presentar un projecte d'estatut: en totes les àrees els poders autònoms eren superiors però especialment en desenvolupament i educació; l'autonomia es dividia en tres subregions autònomes: el nord (districtes d'Agordat, Keren i Sahel), el sud-central (districtes d'Hamasen, Mitsiwa, Seraya i Akale Guzay), i l'oest (formada pel districte de Gashe na Setit). No obstant la part més oriental d'Eritrea (districte d'Assab) fou assignada a la regió Autònoma d'Assab (formada amb el districte d'Assab, l'est de Welo i l'est de Tigre) el que fou vist pels eritreus com un intent de separar aquesta part de la colònia per assegurar una sortida a la mar d'Etiòpia. La guerra civil amb les successives victòries del Front Popular d'Alliberament d'Eritrea (EPLF) van fer poc operativa l'autonomia sota l'estat d'emergència; ni el Partit dels Treballadors d'Etiòpia ni les infraestructures administratives van poder ser establertes o assegurades. L'EPLF va qualificar l'autonomia com "vi vell en botella nova"; el Front d'Alliberament d'Eritrea (ELF) es queixava especialment de la creació de la regió autònoma d'Assab (Aseb) però va acceptar converses amb el govern etíop, El Derg va intentar explotar les divisions entre els eritreus i a finals del 1988 va tenir una reunió amb cinc caps de l'ELF als que va proposar acceptar una autonomia a les terres baixes occidentals de majoria musulmana, on tindrien un paper destacat, proposta que fou acceptada. Menguistu Haile Mariam va enviar la proposta al National Shengo (1989) però el règim va caure abans d'haver-se adoptat cap decisió. El maig de 1991 el EPLF agafava el control de les ciutats que restaves i abolia la regió d'Eritrea i la d'Assab.